# قرارداد سان فرانسیسکو
قرارداد سان فرانسیسکو یا قرارداد صلح سان فرانسیسکو بین نیروهای متفقین و ژاپن، در ۸ سپتامبر ۱۹۵۱ در سان فرانسیسکو، کالیفرنیا، توسط ۴۹ ملت رسماً امضا شد. این قرارداد در ۲۸ آوریل ۱۹۵۲ به اجرا درآمد. کار اصلی این قرارداد پایان دادن به جنگ جهانی دوم و موقعیت ژاپن به عنوان قدرتی امپریالیستی بود.
این قرارداد حق حاکمیت ملی را به ژاپن بازگردانده و در عین حال به سربازان آمریکایی اجازه می‌داد تا برای همکاری در عملیات ملل متحد در خاور دور، به مدت نامحدود در ژاپن بمانند. همچنین طبق این قرارداد هیچ کشوری حق ندارد بدون اجازه آمریکا در ژاپن پایگاه نظامی داشته باشد.